# Rundblättrige Hauhechel
Die Rundblättrige Hauhechel (Ononis rotundifolia) ist eine Pflanzenart aus der Gattung Hauhecheln (Ononis) innerhalb der Familie der Hülsenfrüchtler (Fabaceae).

## Beschreibung

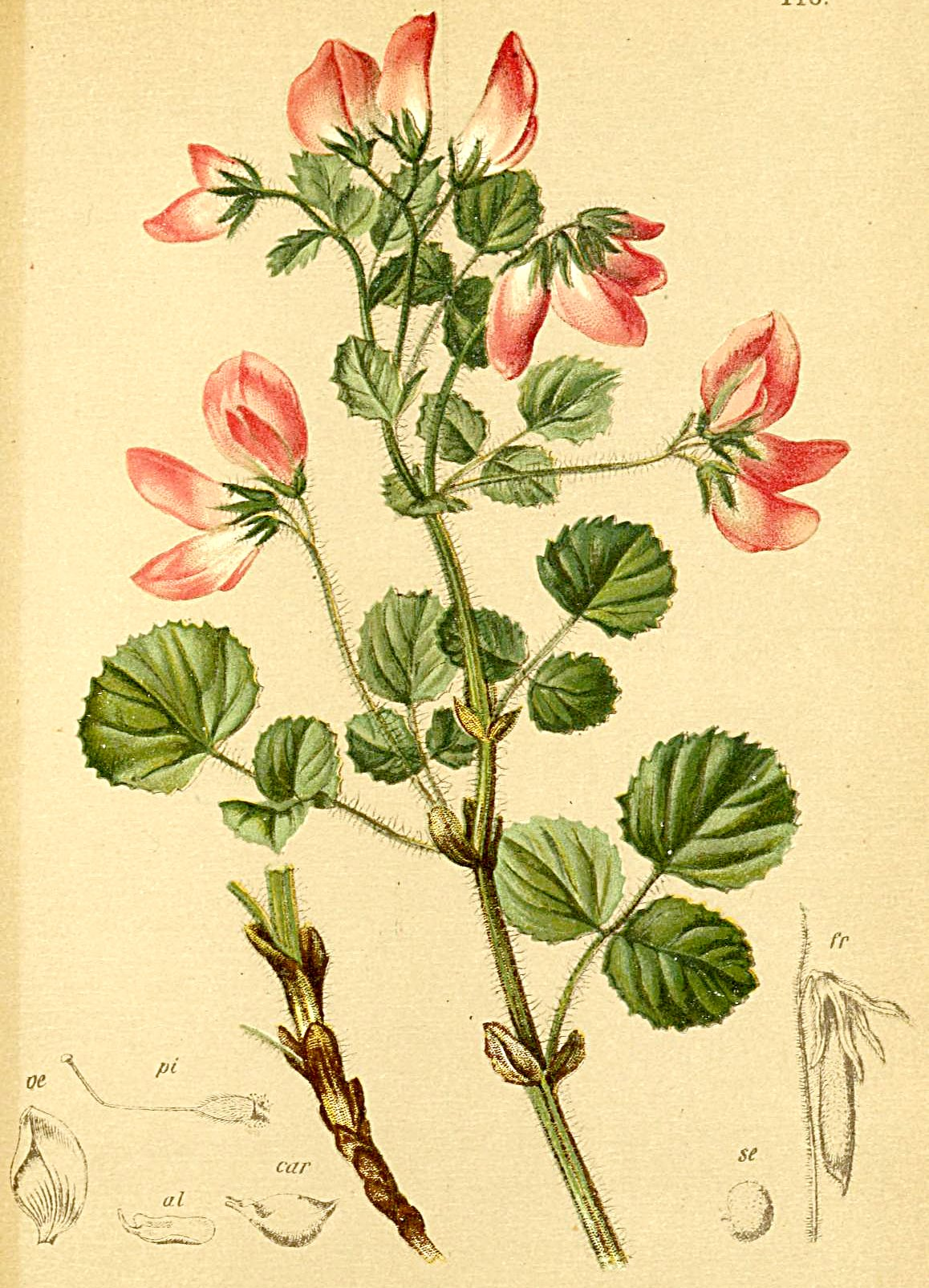
Illustration aus Atlas der Alpenflora

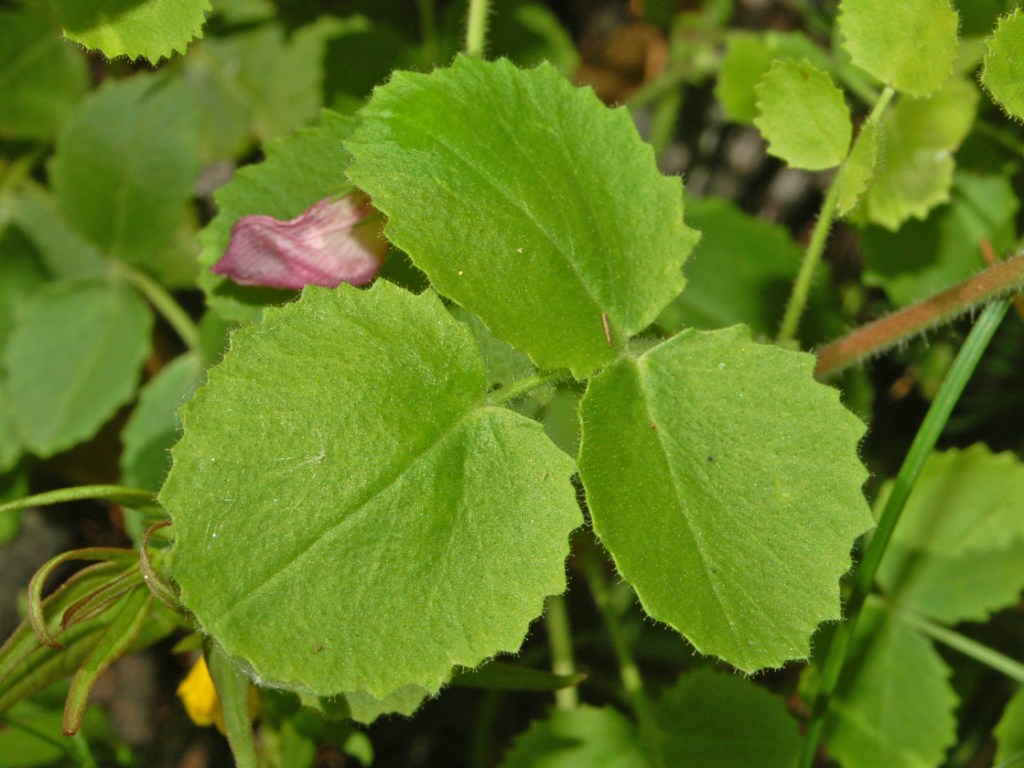
Laubblatt

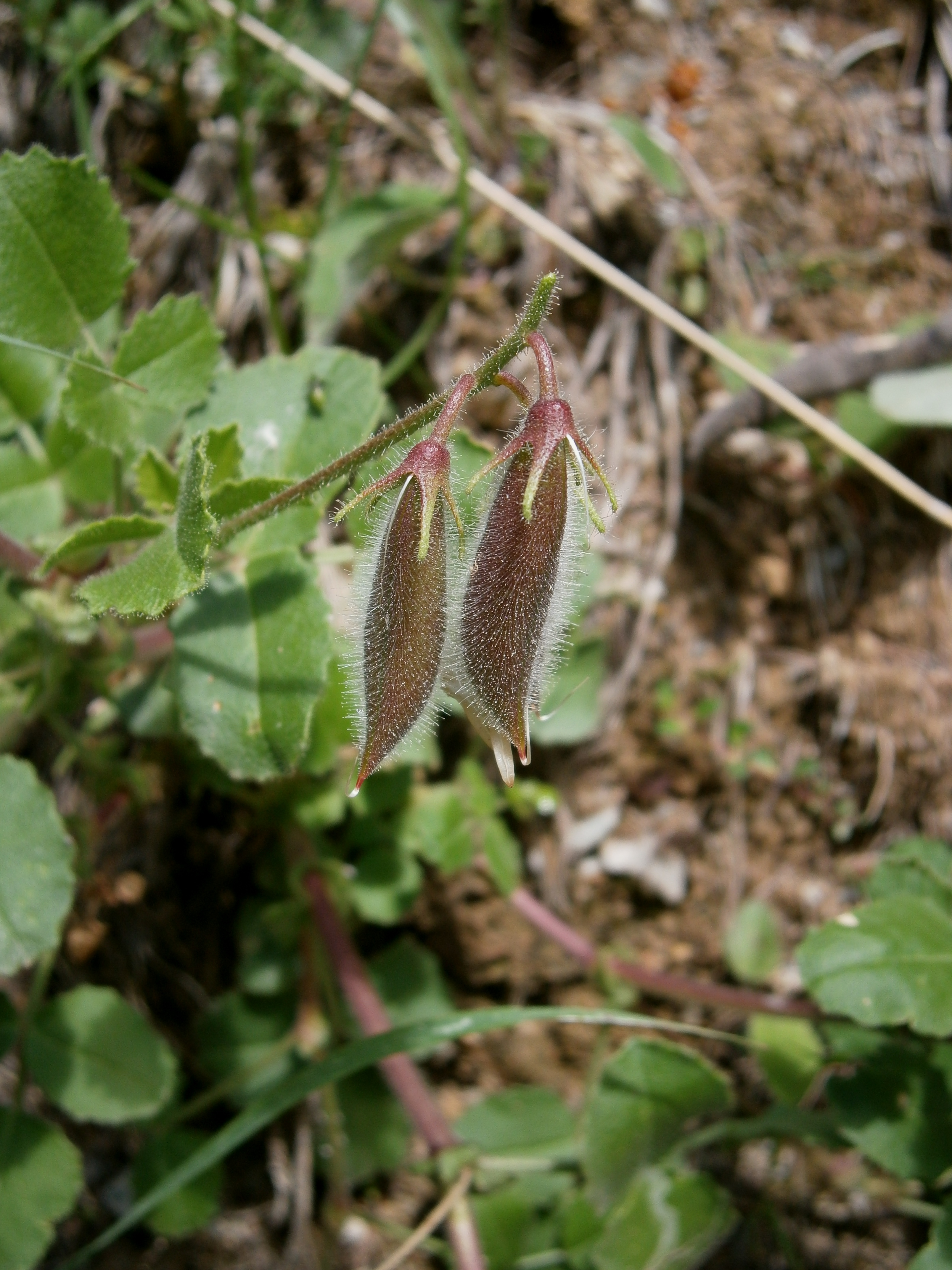
Stängel mit jungen Hülsenfrüchten

### Vegetative Merkmale
Die Rundblättrige Hauhechel ist eine ausdauernde Pflanze, die als Zwergstrauch wächst, am Grunde verholzt und Wuchshöhen von meist 35 bis 40 (12 bis 50) Zentimetern erreicht. Die oberirdischen Pflanzenteile sind dicht drüsig behaart. Der Blütenstiel ist 3 bis 6 Millimeter lang.
Die wechselständig angeordneten Laubblätter sind in Blattstiel und -spreite gegliedert. Die Blattspreiten sind meist dreizählig. Die Teilblättchen sind bei einer Länge von 1 bis 3 Zentimetern breit-oval oder elliptisch bis kreisförmig mit stumpfem oberen Ende und buchtig grob gezähnt. Das mittlere Blättchen ist lang gestielt. Die mit dem Blattstiel verwachsenen Nebenblätter sind bei einer Länge von 0,5 bis 1 Zentimetern flach ausgebreitet und fein gezähnt.

### Generative Merkmale
Die Blütezeit reicht Mai bis Juli. Ein bis drei Blüten stehen auf einem langen Blütenstandsschaft in einem traubigen Blütenstand zusammen.
Die zwittrige Blüte ist zygomorph und fünfzählig mit doppelter Blütenhülle. Die Blütenkrone hat die typische Form einer Schmetterlingsblüte und ist 1,5 bis 2,2 Zentimeter lang. Die fünf Kronblätter sind rosarot. Die Fahne ist fein zerstreut behaart.
Die hängende Hülsenfrucht ist bei einer Länge von 2 bis 3,5 Zentimetern viel länger als der beständige Kelch und drüsig behaart. Die Hülsenfrucht enthält 10 bis 20 Samen. Die kleinen Samen sind etwa 3 Millimeter groß. Die Samenschale ist feinwärzlich.
Die Chromosomenzahl beträgt 2n = 32.

## Vorkommen
Die Rundblättrige Hauhechel kommt in Spanien, Frankreich, Italien, in der Schweiz und in Österreich vor. Die Art gedeiht in Buchen-, Kiefern-, Fichten- und Lärchenwäldern, gern auf Geröll, auch auf Bachalluvionen und vorwiegend auf Kalkböden. Sie steigt in Graubünden bis 1970 Meter, im Wallis oberhalb Leukerbad bis 1760 Meter Meereshöhe auf.
In der Schweiz gedeiht die Rundblättrige Hauhechel in lichten Kiefernwäldern und an felsigen Hängen. Sie kommt oft in Pflanzengesellschaften des Verbands Ononido-Pinion vor.
Die ökologischen Zeigerwerte nach Landolt & al. 2010 sind in der Schweiz: Feuchtezahl F = 1 (sehr trocken), Lichtzahl L = 3 (halbschattig), Reaktionszahl R = 4 (neutral bis basisch), Temperaturzahl T = 4 (kollin), Nährstoffzahl N = 2 (nährstoffarm), Kontinentalitätszahl K = 5 (kontinental).

## Ökologie
Die Blüten duften nach Rosen und ziehen als Bestäuber Apiden und Schmetterlinge an.

## Taxonomie
Die Erstveröffentlichung von Ononis rotundifolia erfolgte 1753 durch Carl von Linné in Species Plantarum, Tomus 2, S. 719.

## Nutzung
Die Pflanze wird nach Conrad Gessner schon seit dem 16. Jahrhundert kultiviert.